# 3772 Piaf
3772 Piaf (1982 UR7) là một tiểu hành tinh vành đai chính được phát hiện ngày 21 tháng 10 năm 1982 bởi L. G. Karachkina ở Nauchnyj. Nó được đặt theo tên the French singer Édith Piaf.